# Сквер капитана Кучиева
Сквер капитана Кучиева — сквер в Василеостровском районе Санкт-Петербурга. Расположен на Васильевском острове, на Капитанской улице между улицей Кораблестроителей и Морской набережной. Получил название в честь первого капитана атомных ледоколов «Ленин», «Арктика» и «Россия» Юрия Кучиева.
В сквере планировалось установить памятник «Жене моряка».